# 寺田健一郎
寺田 健一郎（てらだ けんいちろう、1931年 - 1985年10月23日）は、洋画家。福岡県福岡市出身。西南学院大学卒業。明るい原色がうねる生命力あふれる抽象画を描いた。
1951年（昭和26年）二科展初入選。1959年（昭和34年）二科特選。その後会友となるが、1977年（昭和52年）退会。
一時期、西南学院中学校の美術担当講師をつとめ、1950年代谷川雁らの文学運動“サークル村”に参加。「午前」同人。食通で、西日本新聞に「昭和一ケタのくいしんぼ日記」「エカキの小休止」を連載するなど、随筆やテレビで幅広く活動。またがん手術の体験記「直腸切断」を出版。優しくシャイでいて強じんな博多町人の代表のような人だった。

## 絵画作品
- 太郎のトランプ
- ドン・キホーテ
- 貝の花
- 花の宴
- 艶容
- 作品赤
- タブー
- 陽気な人
- アルル(絶筆)

などがある